# درک جتر
درک جتر (انگلیسی: Derek Jeter؛ زادهٔ ۲۶ ژوئن ۱۹۷۴) بازیکن بیس‌بال اهل ایالات متحده آمریکا است.
از فیلم‌ها یا برنامه‌های تلویزیونی که وی در آن نقش داشته‌است می‌توان به اونیکیها، مدیریت خشم اشاره کرد.
از باشگاه‌هایی که در آن بازی کرده‌است می‌توان به نیویورک یانکیز اشاره کرد.